# 松本大輔
松本 大輔（まつもと だいすけ、1971年8月5日 - ）は、日本の政治家。
衆議院議員（3期）、文部科学副大臣（野田第3次改造内閣）、防衛大臣政務官（菅直人第1次改造内閣・菅直人第2次改造内閣）を歴任した。

## 来歴
広島市生まれ。広島市立観音小学校、修道中学校・高等学校、東京大学法学部卒業。大学卒業後、東京銀行（現：三菱UFJ銀行）に入行。2000年に退職し、2001年松下政経塾に入塾した（第22期生）。
2003年、第43回衆議院議員総選挙に民主党公認で広島2区から出馬。無所属の会公認の平口洋、自由民主党公認の桧田仁らを破り、初当選した。2005年の第44回衆議院議員総選挙では、広島2区で自民党公認の平口洋に敗れたが、重複立候補していた比例中国ブロックで復活し、再選。2009年の第45回衆議院議員総選挙では広島2区で平口を破り、3選。
2010年9月、菅直人第1次改造内閣で防衛大臣政務官に任命され、菅直人第2次改造内閣まで務める。2011年民主党代表選挙では、自身が所属する花斉会会長である野田佳彦の推薦人に名を連ねた。同年9月、民主党国会対策副委員長に就任。
2012年10月、野田第3次改造内閣で文部科学副大臣に任命された。
同年12月16日の第46回衆議院議員総選挙では平口に敗れ、落選した。2014年12月14日の第47回衆議院議員総選挙でも平口に敗れ、落選。
2017年10月の第48回衆議院議員総選挙に希望の党公認で出馬するも、平口に敗れ、落選。落選後、「政治活動に区切りを付けたい」として政界引退を表明した。

## 政策
- 選択的夫婦別姓制度の導入にどちらかといえば賛成[5]。

## 過去の役職
- 文部科学副大臣[1]
- 防衛大臣政務官[1]
- 民主党国会対策副委員長[1]
- 民主党広島県連代表[1]
- 社会保障と税の一体改革に関する特別委員会(理事)[1]
- 文部科学委員会(理事)[1]
- 決算行政監視委員会(筆頭理事)[1]
- 内閣委員会（筆頭理事）[1]
- 政治倫理審査会(監事)[1]

## 人物
- 趣味は、野球観戦（広島カープファン）、水泳、バスケットボール、阿波踊り、「朝夕、おてんとう様にウットリすること」[1]。
- 好きな食べ物は、ラーメン、お好み焼き、焼き牡蠣、梅干し[1]。
- 家族は妻と娘[1]。